# Колесников, Виктор Иванович
Виктор Иванович Колесников (род. 1 сентября 1941, Сталино) — российский политический деятель. Депутат Государственной Думы второго созыва (1995—1999).

## Биография
Окончил Иркутский сельскохозяйственный институт и Заочную ВПШ при ЦК КПСС. Избирался депутатом Читинского областного Совета народных депутатов.
Главный агроном колхоза «Рассвет» села Капцегайтуй, 2-й секретарь Борзинского райкома ВЛКСМ, председатель колхоза «Рассвет», 1-й заместитель председателя Краснокаменского райисполкома, начальник районного управления сельского хозяйства, председатель колхоза «Победа» Балейского района, председатель Забайкальского райисполкома, директор совхоза «Целинный».
Депутат Государственной Думы Федерального Собрания РФ второго созыва (1995—1999) от Борзинского одномандатного избирательного округа № 187 (Забайкальский край), был членом Аграрной депутатской группы, членом Комитета по охране здоровья.